# ارس میوه‌بزرگ
ارس میوه‌بزرگ (نام علمی: Juniperus macrocarpa) نام یک گونه از سرده ارس است.